# Kringleider
Een kringleider was een rang/functie binnen de Nationaal-Socialistische Beweging (NSB) in Nederland.
De NSB bestond uit verschillende lokaal georganiseerde kringen en groepen. De kringleider stond aan het hoofd van zo'n kring.